# Gerbrandt Grobler
Pour les articles homonymes, voir Gerbrandt Grobler (rugby à XV) et Grobler.
Gerbrandt Grobler (né le 26 janvier 1983) est un athlète sud-africain, spécialiste du lancer du javelot. 

## Biographie
Gerbrandt Grobler remporte à deux reprises la médaille d'argent du lancer du javelot lors des championnats d'Afrique, en 2004 et en 2006. Il s'incline à chaque fois face à son compatriote Gerhardus Pienaar.

### Palmarès
| Date | Compétition            | Lieu        | Résultat | Performance |
| ---- | ---------------------- | ----------- | -------- | ----------- |
| 2004 | Championnats d'Afrique | Brazzaville | 2e       | 76,93 m     |
| 2006 | Championnats d'Afrique | Bambous     | 2e       | 75,95 m     |

### Records
| Épreuve           | Performance | Lieu          | Date            |
| ----------------- | ----------- | ------------- | --------------- |
| Lancer du javelot | 80,32 m     | Potchefstroom | 24 octobre 2003 |